# Pasacao
Pasacao è una municipalità di quarta classe delle Filippine, situata nella Provincia di Camarines Sur, nella Regione del Bicol.
Pasacao è formata da 19 baranggay:
- Antipolo
- Bagong Silang
- Bahay
- Balogo
- Caranan
- Cuco
- Dalupaon
- Hubo
- Itulan
- Macad (Hebrio Lourdes)
- Odicon
- Quitang
- Salvacion
- San Antonio
- San Cirilo (Pob.)
- Santa Rosa Del Norte (Pob.)
- Santa Rosa Del Sur (Pob.)
- Tilnac
- Tinalmud